# Дума, Грида
Грида Дума (алб. Grida Duma; род. 11 июня 1977, Дуррес, Албания) — албанская социолог, экономист, политик и журналистка. Депутат от Демократической партии в Народном собрании Албании с 2017 по 2022 год. Заместитель министра по европейской интеграции с 2011 по 2013 год.

## Личная жизнь
Родилась 11 июня 1977 года в Дурресе. В 1999 году с отличием окончила факультет социологии Тиранского университета. Продолжила образование в Центрально-Европейском университете в Венгрии и Университете Небраски в Линкольне в США. Принимала участие в дебатах по острым вопросам переходного периода в посткоммунистических странах Западных Балкан. В 2004 году защитила степень магистра делового администрирования. В 2006 году — степень доктора экономических наук. Служила профессором и лектором в высших учебных заведениях Албании, в том числе в Тиранском университете, где занимала должность заведующей кафедрой социологии на факультете социальных наук.
В 2008 году вышла замуж за албанского дипломата Илира Шкину, в браке с котором у неё родился сын. Пара развелась в марте 2019 года. Ранее в албанской прессе сообщалось о том, что Дума вступила во внебрачные отношения с другим депутатом от Демократической партии, Эрвином Салианьи, однако ни один из них не опроверг и не подтвердил эту информацию.

## Политическая карьера
В 2011–2013 годах занимала должность Заместителя министра европейской интеграции во втором кабинете премьер-министра Бериши. Дума рассматривалась в качестве кандидата на пост мэра Тираны во время выборов 2015 года, однако позднее её кандидатура была выдвинута на пост мэра Дурреса. Выборы она проиграла.
В 2014 году получила место секретаря по связям с общественностью Демократической партии. Являлась активной сторонницей главы Демократической партии Люльзима Баши.
В 2017 году Дума была избрана в Народное собрание Албании от округа Тирана. В сентябре она была избрана спикером парламентской группы Демократической партии.
7 ноября 2022 года Дума объявила о завершении своей политической карьеры и отказалась от места в парламенте. Вскоре после этого она стала ведущей политического ток-шоу под названием «Главная история Гриды Думы» на Top Channel.